# Kadecia Baird
Kadecia Baird (née le 24 février 1995 à Georgetown) est une athlète guyanienne, spécialiste du 400 mètres.

## Biographie
Aux Championnats du monde juniors 2012, Kadecia Baird remporte l'argent sur 400 mètres avec un temps de 51 s 04, derrière l'Américaine Ashley Spencer (50 s 50).
Bien qu'ayant réalisé les minimas sur 400 mètres, Baird ne participe aux Jeux olympiques de 2012, le Comité olympique guyanien lui ayant préféré Aliann Pompey.

### Palmarès
| Date | Compétition                                      | Lieu           | Épreuve    | Résultat | Performance |
| ---- | ------------------------------------------------ | -------------- | ---------- | -------- | ----------- |
| 2012 | Championnats du monde juniors                    | Barcelone      | 400 mètres | 2e       | 51 s 04     |
| 2013 | Jeux de la CARIFTA juniors                       | Nassau         | 400 mètres | 3e       | 54 s 28     |
| 2013 | Championnats d'Amérique centrale et des Caraïbes | Morelia        | 400 mètres | 1er      | 51 s 32     |
| 2014 | Jeux de la CARIFTA juniors                       | Fort-de-France | 200 mètres | 2e       | 23 s 13 w   |
| 2014 | Jeux de la CARIFTA juniors                       | Fort-de-France | 400 mètres | 1re      | 53 s 84     |

### Records
| Épreuve    | Performance | Lieu      | Date            |
| ---------- | ----------- | --------- | --------------- |
| 100 mètres | 11 s 63     | Cicero    | 8 juin 2012     |
| 200 mètres | 23 s 57     | Cicero    | 9 juin 2012     |
| 400 mètres | 51 s 04     | Barcelone | 13 juillet 2012 |